# Сантра
 Александра Сълкова, със сценично име Сантра, е българска ритъм енд блус певица.

## Биография
Родена е на 26 октомври 1983 г. в София. Започва музикалната си кариера на 16 години.
Подписва договор с музикална компания „КА Мюзик“ и избира сценичното си име. През 1998 г. за пръв път записва в студио, а през 1999 г. е сред фаворитите в предаването за млади таланти „Хит минус едно“. Малко след това започва да се занимава професионално с музика.
Първят ѝ проект е „What about last night“. Втора песен от албума е баладата „Без теб“. Големият успех идва с третата песен на певицата, която се нарича „Не ме обичаш вече“, заедно с рап изпълнителя Спенс. Песента е по текст и музика на дует КариZма, а клипът е дело на режисьора Валери Милев. Песента достига трета позиция в Българския радио ТОП 100. През 2005 г. прави дует с друг рап изпълнител – Кристо.
Следва двегодишна пауза, след което Сантра се завръща, за да направи дуета „Сантра и Кристо“, който създава 5 песни. Започва да работи с Бобо, който ѝ помага за създаването на повечето от общите им проекти. Първата е „Аз и ти“, която влиза под номер 29 в румънския чарт. Следват „Сила“ и нейната английска версия „Make me stronger“, както и песните „Как не“, „Тръгвай си“ и „Неска фен съм ти“. През 2010 г. Сантра записва песен и с Графа – „Тяло в тяло“.
След кратка пауза певицата издава две самостоятелни песни: „Нещо по-добро“ и „Късно за романтика“, режисирана от Криско. След това прави песен с Pavel и Venci Venc', наречена „Изгрева и залеза“. Тя продължително време се задържа на първите места в класациите. Следва песента „Аромата ти“. Тя е продължение на дуетите с Кристо. През 2015 г. тя пуска летния си хит с Криско – Не ми убивай кефа!“. Следва песента с участието на Лора Караджова – „Усещам още!“.
През 2016 г. тя създава песен с Атанас Колев – „В твоя чест“, която е с рекорден брой гледания. В края на 2016 г. пуска песен с участието на влогъра – Емил Конрад. На 22 февруари 2017 г. излиза песента „Място и време“ с рапъра Dee. Песента е посветена на покойния ѝ приятел Стефан Газдов (1982 – 2015), който умира в автомобилна катастрофа и Сантра пресъздава сцената с Dee, като накрая музикалният клип завършва с катастрофа, от която само тя е оцелялата.

## Други факти
Сантра има влечение към модата. Създава сама рокля от панделки към клипа си „Неска фен съм ти“. Освен това обича да създава фотоколажи от модни списания.

## Дискография

### Студийни албуми
- Сантра (2002)

### Песни
- Светлини (2002)
- Не ме обичаш вече – дует със Спенс (2002)
- Без теб – дует с Любо (2002)
- Fairytales (2002)
- Ти не си за мен (2002)
- No Good (2002)
- Baby don’t hurt me (2002)
- Ден и нощ (2002)
- Само дъжда (2002)
- What about last night (2002)
- Baby I’m coming Home (2002)
- Аз и ти – дует с Кристо (2005)
- Сила – дует с Кристо (2006)
- Как не (Hell no) – дует с Кристо (2008)
- Тръгвай си – дует с Кристо (2009)
- Неска фен съм ти – дует с Кристо (2010)
- Тяло в тяло – дует с Графа и Спенс (2011)
- Play on repeat – дует с Вайда Кисиелюте (2011)
- Romance – дует с Glenn Hughes(2012)
- Нещо по-добро (2013)
- Късно за романтика (2013)
- Изгрева и залеза – дует с Pavell & Venci Venc' (2014)
- Аромата ти – дует с Кристо (2014)
- Не ми убивай кефа – дует с Криско (2015)
- Ти си ми всичко – дует с Божидара Вълчева (2015)
- Усещам още – дует с Лора Караджова (2015)
- В твоя чест – дует с Атанас Колев (2016)
- Маскарад – с участието на Емил Конрад (2016)
- Място и време – дует с Dee (2017)
- Целият свят (2019)
- С твоите имена – с участието на Choko (2020)